# Punker von Rohrbach
Punker [ˈpʊŋkɐ] ist eine Sagengestalt des 15. Jahrhunderts aus Rohrbach (heute Stadtteil von Heidelberg).
Nach dem Hexenhammer (II,16) soll um 1430 ein außerordentlich treffsicherer Schütze mit Namen Punker gelebt haben, dem übernatürliche Kräfte nachgesagt wurden. Er soll die Eroberung eines Schlosses (castrum Lendenbrunnen, vermutlich Lindelbrunn bei Vorderweidenthal) fast alleine durch tödliche Pfeilschüsse ermöglicht zu haben. Auch eine der Schweizer Tell-Sage ähnliche Sage wird im Hexenhammer erzählt, nach der er auf Befehl eines Fürsten eine Münze vom Kopf seines kleinen Sohnes schießt. Alexander Schöppner nahm diese Sage als Der bayerische Tell in seine Sammlung Sagenbuch der Bayerischen Lande (1852) auf. Dem Hexenhammer zufolge soll Punker schließlich von Bauern mit Spaten erschlagen worden sein.
Nach Punker sind die Punkerstraße in Rohrbach und das Stadtteilmagazin der punker benannt.